# Cotton Bowl (Stadion)
Das Cotton Bowl Stadium ist eine 1932 eröffnete, traditionsreiche Sportstätte im Fair Park von Dallas. Es ist mit Naturrasen ausgestattet und fasst 92.100 Zuschauer. Der Name ist ein Wortspiel mit dem Begriff cotton boll (Samenkapsel der Baumwolle).
Hier waren und sind eine Reihe von Sportmannschaften beheimatet:
- SMU Mustangs (NCAA) College Football
- Dallas Cowboys (NFL; 1960–1970) Profi-Football
- Dallas Texans (NFL; 1952) Profi-Football
- Kansas City Chiefs (als Dallas Texans) (AFL; 1960–1962) Profi-Football
- Dallas Tornado (NASL; 1967–1968) Fußball
- FC Dallas (Dallas Burn bis 2005) (MLS; 1996–2002, 2004–2005) Fußball

Einige Spiele der Fußball-Weltmeisterschaft 1994 wurden hier ausgetragen. Ferner wird hier jährlich um die Cotton Bowl-Trophäe im College Football gekämpft. Auch die jährlich ausgetragene Red River Rivalry zwischen der University of Texas at Austin und der University of Oklahoma, die eine der größten Rivalitäten im US-Sport darstellt, findet hier statt.
Das Stadion wurde zuletzt 2008 renoviert, wobei die Zuschauerkapazität von 76.000 auf 92.100 erhöht wurde.

## Galerie

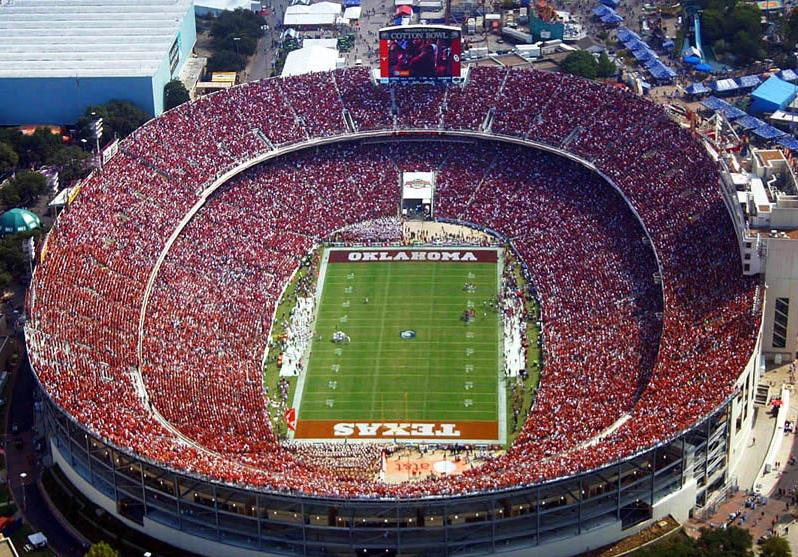
Volles Cotton Bowl Stadium
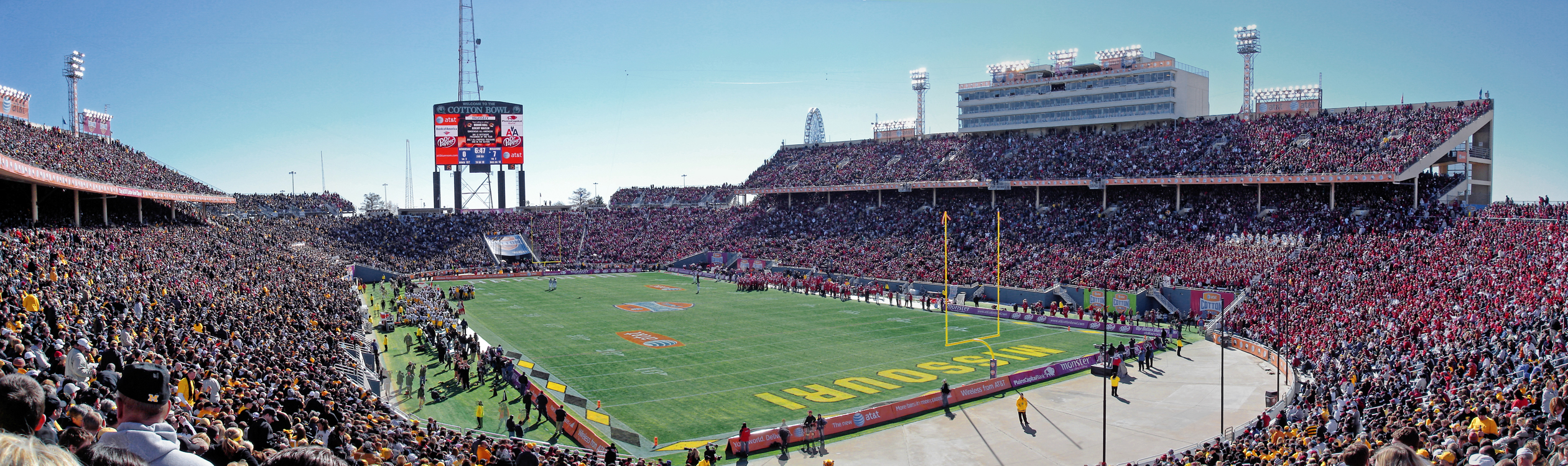
Panoramasicht beim Spiel Missouri gegen Arkansas 2008
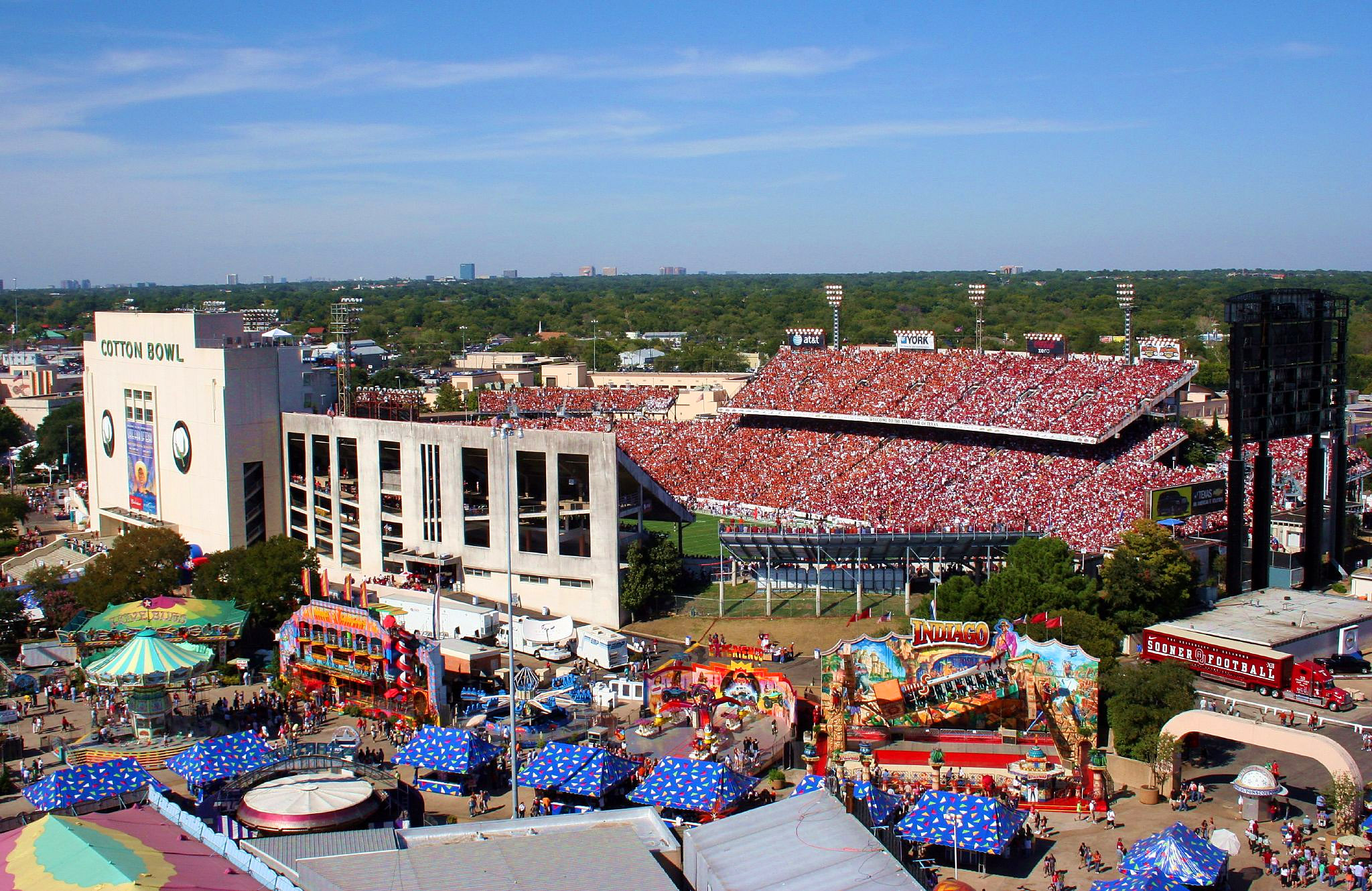
Cotton Bowl Stadium während der Red River Rivalry